# RwandAir
RwandAir és una aerolínia amb base a Kigali, Ruanda. És l'aerolínia de bandera i efectua vols al sud i l'est d'Àfrica. La seva principal base d'operacions és l'Aeroport Internacional de Kigali. L'aerolínia efectua vols amb avions subarrendats.

## Història
Després del genocidi de Ruanda de 1994 el govern va prendre diversos intents de reactivar l'antiga aerolínia nacional Air Rwanda que va cessar les operacions durant el genocidi. Diverses empreses privades van mostrar interès en associar-se amb el govern i amb la companyia SA Alliance Air va dirigir la companyia des de 1997 fins a 2000. Després de la cessació d'operacions de SA Alliance, el govern de Ruanda es va fer càrrec de les operacions ruandeses i va tornar a reflotar l'aerolínia per garantir la seva continuïtat. RwandaAir va començar a operar l'1 de desembre de 2002 com a nou operador nacional per a Rwanda sota el nom de "Rwandair Express" (amb el transport aeri de passatgers com a activitat principal).
Rwandair Express va ser fundada en 2003 després de la unió entre el Govern de Ruanda (77%) i Silverback Cargo Freighters (23%). Va començar a operar el 27 d'abril de 2003. inicialment va llogar un Boeing 737-500 de l'aerolínia danesa Maersk Air. El Boeing 737 va retornar a Maersk Air al maig de 2004 i va ser reemplaçat per un McDonnell Douglas MD-82 (3D-MDJ) llogat de JetAfrica al juny de 2004. No obstant això, mentre efectuava un vol als Països Baixos per Acvila Air (Romania), l'avió va ser paralitzat. Això va ser a causa dels diversos problemes tècnics amb el resultat que Acvila Air i JetAfrica no anessin admeses en territori holandès. Rwandair Express va reemplaçar l'avió amb un MD-82 (YR-MDL) llogat d'Acvila Air. En 2006, Rwandair va llogar un Bombardier Dash 8-200Q de l'aerolínia d'Etiòpia, Trans Nation Airways (TNA).
A l'abril de 2007 Rwandair Express va llogar un Boeing 737-500 d'Air Malawi. Aquest avió va ser detingut a l'Aeroport Internacional de Kigali, aparentment com a part d'una disputa de contracte. Al novembre de 2008, Rwandair va arribar a un acord per llogar un Boeing 737-500 d'Air Namíbia, que va permetre a Rwandair reprendre els vols a Johannesburg, que s'havien cancel·lat a l'abril de 2008.
Rwandair Express ha perdut l'acord de codi compartit amb Kenya Airways en la ruta Nairobi/Kigali. Rwandair ha expressat la seva intenció de reprendre els acords de codi compartit i ampliar vols a Nairobi.
Al desembre de 2008, Rwandair Express planejava ampliar la seva xarxa de rutes regionals per incloure destinacions com Dar es Salaam, Addis Abeba, Mwanza, Lusaka i Kinshasa.
El 2016, Rwandair va rebre l'auditoria de seguretat de l'IATA per a operacions de terra (ISAGO).

## Destinacions
RwandAir serveix les següents destinacions (inclosos destins de codi compartit) el febrer de 2018:

### Acords de codi compartit
RwandAir comparteix codi amb les següents aerolínies:
- Brussels Airlines[8]
- Ethiopian Airlines[9]
- South African Airways[10]
- Turkish Airlines

## Flota

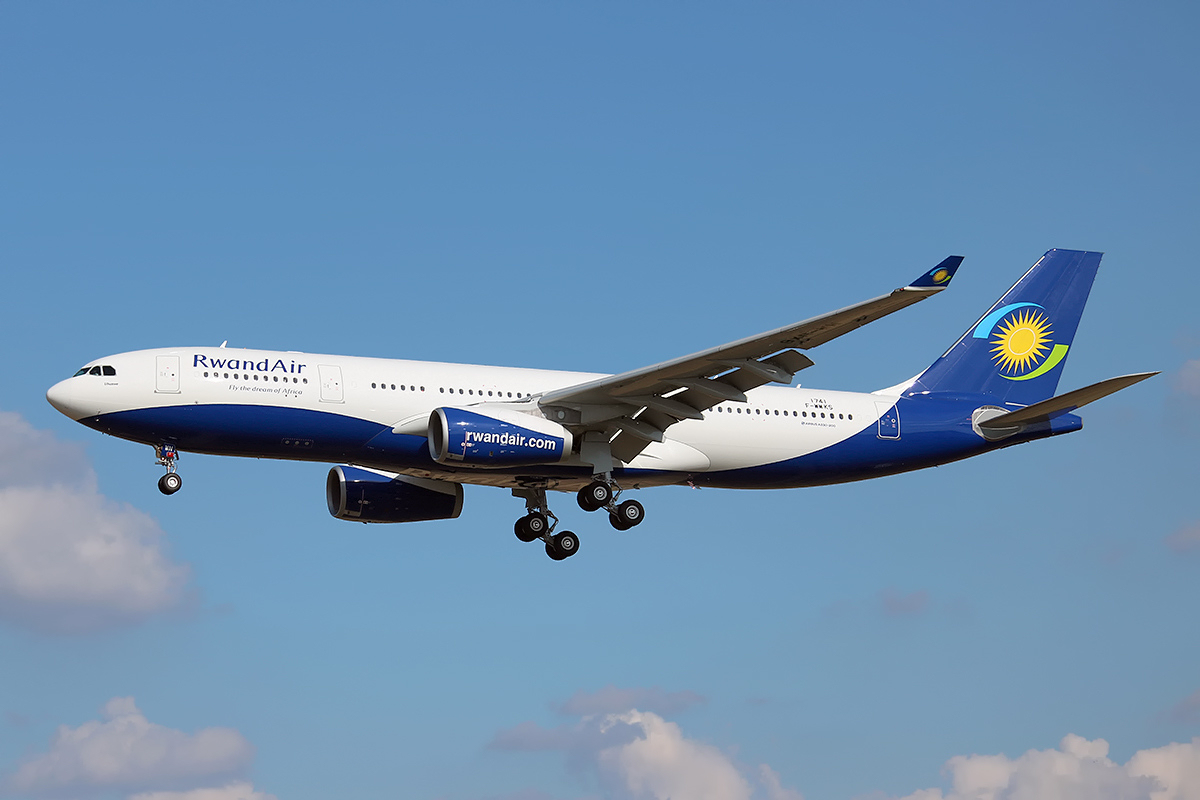
A RwandAir Airbus A330-200

La flota de RwandAir comprenia els següents aparells l'agost de 2017: